# Schwache Wechselwirkung

Der Betazerfall eines Atomkerns erfolgt durch schwache Wechselwirkung. Dabei wandelt sich ein Neutron in ein Proton, ein Elektron und ein Elektron-Antineutrino um.

Die schwache Wechselwirkung (auch schwache Kernkraft oder Quantenflavourdynamik genannt) ist eine der vier Grundkräfte der Physik. Im Gegensatz zu den aus dem Alltag bekannten Wechselwirkungen der Gravitation und des Elektromagnetismus wirkt sie jedoch nur auf sehr kurze Distanzen, so wie die starke Wechselwirkung. Dabei kann sie wie andere Kräfte für Energie- und Impuls-Austausch sorgen, wirkt aber vor allem bei Zerfällen oder Umwandlungen der beteiligten Teilchen, etwa dem Betazerfall bestimmter radioaktiver Atomkerne. Durch die schwache Wechselwirkung lassen sich keine gebundenen Zustände bilden, was sie von den anderen drei Wechselwirkungen unterscheidet.
Die schwache Wechselwirkung spielt eine wichtige Rolle bei der Proton-Proton-Reaktion, mit der in der Sonne Wasserstoff zu Helium umgewandelt wird. Die bei diesem Prozess freigesetzte Energie ist die Grundlage der die Erde erreichenden Sonnenstrahlung.

## Überblick
Die schwache Wechselwirkung lässt sich unterscheiden in:
- geladene Ströme; sie wirken zwischen allen (linkshändigen) Quarks und (linkshändigen) Leptonen sowie den (rechtshändigen) Antiquarks und (rechtshändigen) Anti-Leptonen.
- ungeladene Ströme; sie wirken zwischen denselben Teilchen, die durch geladene Ströme wechselwirken, aber zusätzlich auch zwischen allen geladenen (Anti-)Quarks und (Anti-)Leptonen, unabhängig von ihrer Chiralität, d. h. auch zwischen rechtshändigen Quarks, rechtshändigen Leptonen, linkshändigen Antiquarks und linkshändigen Anti-Leptonen.

Die schwache Wechselwirkung ist ca. 1011 mal schwächer als die elektromagnetische und ca. 1013 mal schwächer als die starke Wechselwirkung. Wie die starke und die elektromagnetische Wechselwirkung wird sie durch den Austausch von Eichbosonen beschrieben. Diese Austauschteilchen der schwachen Wechselwirkung sind das neutrale Z-Boson (für die ungeladenen Ströme) sowie die beiden positiv bzw. negativ geladenen W-Bosonen (für die geladenen Ströme). Da ihre Austauschteilchen massiv sind, hat die schwache Kraft nur eine extrem kurze Reichweite unterhalb eines Atomkernradius.
Die schwache Wechselwirkung lässt sich am einfachsten bei Zerfällen von Quarks oder Leptonen beobachten. In Streuexperimenten hingegen ist diese eher schwer zugänglich, da sie bei geladenen Leptonen oder Hadronen von der starken bzw. elektromagnetischen Wechselwirkung überlagert wird. Teilchen, die weder der starken noch der elektromagnetischen Wechselwirkung unterliegen (keine Farbladung und keine elektrische Ladung tragen), sind die ungeladenen Leptonen, also die Neutrinos, die aber in Streuexperimenten äußerst kleine Wirkungsquerschnitte besitzen.
Die schwache Wechselwirkung verletzt die Paritätserhaltung, wie im Wu-Experiment beim Betazerfall nachgewiesen wurde. Auch die C-Symmetrie zwischen Teilchen und Antiteilchen ist verletzt, da wie erwähnt der geladene Sektor nur Wechselwirkungen zwischen linkshändigen Fermionen und rechtshändigen Antifermionen hat. Außerdem verletzt sie die CP-Erhaltung etwa beim Zerfall des ungeladenen K0-Mesons (Kaonen).
Eine Quantenfeldtheorie, die die schwache Wechselwirkung zusammen mit der elektromagnetischen Wechselwirkung beschreibt, ist das Glashow-Weinberg-Salam-Modell. Man spricht in dieser Formulierung auch von zwei Aspekten der elektroschwachen Wechselwirkung, die durch den Higgs-Mechanismus vereinheitlicht werden.

## Austauschteilchen
Die Austauschteilchen der schwachen Wechselwirkung sind massive Vektorbosonen, sie haben den Spin 1. Ihr Verhalten kann durch die Proca-Gleichung beschrieben werden.
Folgende Tabelle gibt eine Übersicht der Eigenschaften der Austauschteilchen (Masse und Resonanzbreite nach Particle Data Group, Lebensdauer), sowie Zeitunschärfe gemäß der Energie-Zeit-Unschärferelation berechnet:
{\displaystyle \tau _{Z}=\hbar /\Gamma _{Z}}
{\displaystyle \Delta _{t}=\hbar /(2mc^{2})}
| Boson                    | Masse (GeV/c2)                              | Resonanzbreite (GeV)                     | reelle Lebensdauer (s)               | virtuelle Zeitunschärfe (s)         |
| ------------------------ | ------------------------------------------- | ---------------------------------------- | ------------------------------------ | ----------------------------------- |
| {\displaystyle W^{\pm }} | {\displaystyle 80{,}369\;\;\pm 0{,}013\;\;} | {\displaystyle 2{,}14\;\;\pm 0{,}05\;\;} | {\displaystyle 3{,}16\cdot 10^{-25}} | {\displaystyle 4{,}1\cdot 10^{-27}} |
| {\displaystyle Z^{0}}    | {\displaystyle 91{,}1880\pm 0{,}0020}       | {\displaystyle 2{,}4955\pm 0{,}0023}     | {\displaystyle 2{,}64\cdot 10^{-25}} | {\displaystyle 3{,}6\cdot 10^{-27}} |
Die Reichweite {\displaystyle r} lässt sich grob abschätzen, indem man annimmt, dass sich die Teilchen während ihrer Zeitunschärfe {\displaystyle \Delta t} (im Ruhesystems des Teilchens) mit Lichtgeschwindigkeit {\displaystyle c} im Laborsystem bewegen. Dies ergibt sich aus der Annahme einer maximalen Reichweite für eine Geschwindigkeit von {\displaystyle 0{,}707c}, wobei sich der Lorentzfaktor {\displaystyle \gamma =1{,}41} herauskürzt {\displaystyle r\approx \gamma v\Delta t\approx c\Delta t}. Dies ergibt für eine Zeitunschärfe von 4·10−27 s eine Reichweite von etwa 0,001 Femtometer – der kleinste Atomkern, das Proton, hat einen Durchmesser von etwa 1,7 Femtometer.
In der Theorie der elektroschwachen Wechselwirkung ist das Z-Boson eine Mischung aus zwei ungeladenen masselosen Bosonen {\displaystyle W^{0}} und {\displaystyle B^{0}}. Das Mischungsverhältnis wird durch den Weinbergwinkel {\displaystyle \theta _{W}\approx 28{,}74^{\circ }} beschrieben, woraus sich das Massenverhältnis ergibt
{\displaystyle {\frac {m_{W}}{m_{Z}}}=\cos \theta _{W}\approx 0{,}8788} ,
außerdem folgt daraus, dass die Kopplungsstärke der W-Bosonen nicht mit derjenigen der Z-Bosonen identisch ist: Die Kopplungsstärke des W-Bosons {\displaystyle W^{+}} bzw. {\displaystyle W^{-}} an ein linkshändiges Fermion ist gegeben durch
{\displaystyle Q_{W}=g\,T_{z}\;},
die Kopplungsstärke des {\displaystyle Z^{0}} an ein Fermion dagegen durch
{\displaystyle Q_{Z}={\frac {g}{\cos \theta _{W}}}\left(T_{z}-z_{f}\,\sin ^{2}\theta _{W}\right)} ,
mit
- {\displaystyle z_{f}} der Ladung des Fermions in Einheiten der Elementarladung {\displaystyle e}
- {\displaystyle T_{z}} der dritten Komponente des schwachen Isospins; für linkshändige Neutrinos gilt z. B. {\displaystyle T_{z}=1/2}.
- {\displaystyle g} der Kopplungskonstante der schwachen Wechselwirkung (siehe den Abschnitt Lagrange-Dichte)

Die Kopplungskonstanten von schwacher und elektromagnetischer Wechselwirkung hängen zusammen über
{\displaystyle e=\sin \theta _{W}\cdot g\approx 0{,}481\,g};
dabei ist {\textstyle e={\sqrt {4\pi \alpha }}=0{,}3028} die Elementarladung in natürlichen Einheiten.

## Reaktionen, Crossing-Symmetrie, Reaktionswahrscheinlichkeit
Zur Beschreibung eines schwachen Prozesses verwendet man üblicherweise die Schreibweise einer Reaktionsgleichung, wie
{\displaystyle a+b\rightarrow c+d}
Die Teilchen a und b werden also in einem Prozess in die Teilchen c und d umgewandelt. Ist dieser Vorgang möglich, so sind auch alle anderen möglich, die nach der Vertauschungsregel des Kreuzens (engl. Crossing) entstehen. Ein Teilchen kann also auf die andere Seite der Reaktionsgleichung geschrieben werden, indem dort sein entsprechendes Antiteilchen notiert wird:
{\displaystyle b\rightarrow c+d+{\bar {a}}}
Außerdem sind die Umkehrprozesse möglich:
{\displaystyle c+d\rightarrow a+b}
{\displaystyle c+d+{\bar {a}}\rightarrow b}
Ob diese Prozesse tatsächlich in der Natur beobachtet werden (also ihre Wahrscheinlichkeit, die sich um viele Größenordnungen unterscheiden kann), hängt nicht nur von der Stärke der schwachen Wechselwirkung ab, sondern u. a. auch von Energie, Masse und Impuls der beteiligten Teilchen.
Für jede Reaktion gelten die bekannten Sätze der Energieerhaltung, Impulserhaltung und Drehimpulserhaltung, die nach dem Noether-Theorem verbunden sind mit den Invarianzen gegenüber
- zeitlicher Translation (Energieerhaltung)
- räumlicher Translation (Impulserhaltung) und
- Drehungen im Raum (Drehimpulserhaltung).

Sind die Summen der Massen der beteiligten Teilchen auf der rechten Seite größer als auf der linken, so handelt es sich um eine endotherme Reaktion, die nur möglich ist, wenn die Teilchen auf der linken Seite ausreichend kinetische Energie tragen. Sollte auf der linken Seite nur ein Teilchen stehen, dann ist die Reaktion in diesem Fall verboten, denn es gibt für ein massives Teilchen immer ein Bezugssystem, in dem dieses Teilchen in Ruhe ist (d. h., dass Masse aus dem Nichts erzeugt werden müsste, was nicht möglich ist). Auf der anderen Seite existiert für ein masseloses Teilchen auf der linken Seite nie ein Ruhesystem, sodass im Schwerpunktssystem der Teilchen auf der rechten Seite in diesem Fall die Impulserhaltung verletzt wäre.
Sind die Massen der eingehenden Teilchen größer als die Massen der erzeugten Teilchen, so ist die Reaktion exotherm, und die Differenz der Massen findet sich als Differenz der kinetischen Energien zwischen Ausgangsteilchen und erzeugten Teilchen wieder.

## Prozesse
Man unterscheidet schwache Prozesse sowohl danach, ob Leptonen und/oder Quarks an ihnen beteiligt sind, als auch danach, ob der Prozess durch ein elektrisch geladenes {\displaystyle W^{+}}- bzw. {\displaystyle W^{-}}-Boson (geladene Ströme bzw. charged currents: CC) oder das neutrale {\displaystyle Z^{0}}-Boson (neutrale Ströme bzw. neutral currents: NC) vermittelt wurde. Die Bezeichnungen schwacher Prozesse lauten wie folgt:
| beteiligt           | vermittelt durch                             | vermittelt durch          |
| ------------------- | -------------------------------------------- | ------------------------- |
|                     | {\displaystyle W^{+}}, {\displaystyle W^{-}} | {\displaystyle Z^{0}}     |
| nur Quarks          | „hadronisch, geladen“                        | „hadronisch, neutral“     |
| Quarks und Leptonen | „semileptonisch, geladen“                    | „semileptonisch, neutral“ |
| nur Leptonen        | „leptonisch, geladen“                        | „leptonisch, neutral“     |
Alle Reaktionen, an denen Neutrinos beteiligt sind, verlaufen ausschließlich über die schwache Wechselwirkung (die Gravitation vernachlässigt). Umgekehrt gibt es aber auch schwache Reaktionen ohne Beteiligung von Neutrinos.

### Neutrale Prozesse
Ähnlich wie das Photon und im Gegensatz zu den W-Bosonen vermittelt das Z-Boson eine Wechselwirkung zwischen Teilchen, ohne die Teilchenart (genauer: Flavour) zu verändern; dies wird genauer beschrieben durch den GIM-Mechanismus; siehe hierzu jedoch auch Flavour changing neutral current. Während das Photon aber nur Kräfte zwischen elektrisch geladenen Teilchen vermittelt, wechselwirkt das Z-Boson auch mit den ungeladenen Neutrinos.
Bei neutralen Prozessen bleiben die beteiligten Fermionen unverändert (keine Änderung von Masse oder Ladung). Das Z0-Boson wirkt auf alle linkshändigen Fermionen und durch die Weinberg-Mischung auch auf die rechtshändigen Anteile geladener Fermionen. Es ist nicht wie die W-Bosonen maximal paritätsverletzend, da es einen Anteil des B0-Bosons enthält.
Beispiele für neutrale Prozesse sind:
- die Streuung zweier Elektronen aneinander (wird für geringe Energien aber durch die stärkere elektromagnetische Wechselwirkung überlagert, erst bei hohen Energien werden die Wechselwirkungen in der Stärke vergleichbar)
- die Streuung von Myon-Neutrinos an Elektronen (keine konkurrierenden Prozesse, erster experimenteller Nachweis der neutralen Ströme 1973 am CERN).

### Geladene Prozesse

#### Leptonischer Prozess
Ein elementarer geladener leptonischer Prozess ist ein Zerfallsprozess eines Leptons L in ein Lepton L′ unter Beteiligung ihrer entsprechenden Neutrinos bzw. Antineutrinos ({\displaystyle \nu _{L},{\bar {\nu }}_{L}}):
{\displaystyle L\rightarrow \nu _{L}+L^{\prime }+{\bar {\nu }}_{L^{\prime }}}
Ein Beispiel dazu ist der Zerfall von Myonen:
{\displaystyle \mu ^{-}\to e^{-}+{\bar {\nu }}_{e}+\nu _{\mu }}
wie auch die damit verbundenen Streuprozesse
{\displaystyle \mu ^{-}+{\bar {\nu }}_{\mu }\to e^{-}+{\bar {\nu }}_{e}}
{\displaystyle \mu ^{-}+\nu _{e}\to e^{-}+\nu _{\mu }}

#### Semileptonischer Prozess

Betazerfall des Neutrons

Bei einem elementaren geladenen semileptonischen Prozess sind neben Leptonen auch Quarks bzw. Antiquarks ({\displaystyle q_{1},{\bar {q}}_{2}}) beteiligt:
{\displaystyle q_{1}+{\bar {q}}_{2}\rightarrow L+{\bar {\nu }}_{L}}
Ein Beispiel für einen semileptonischen Prozess ist der bereits genannte β−-Zerfall des Neutrons, bei welchem sich ein Down-Quark des Neutrons in ein Up-Quark umwandelt:
{\displaystyle d^{-{\frac {1}{3}}}\rightarrow u^{+{\frac {2}{3}}}+e^{-}+{\bar {\nu }}_{e}} (Quarkdarstellung)
Dadurch wird ein Neutron n = udd zu einem Proton p = uud:
{\displaystyle n\rightarrow p+e^{-}+{\bar {\nu }}_{e}} (Hadronendarstellung)
Ein Down- und ein Up-Quark sind unbeteiligt. Sie werden „Zuschauerquarks“ (engl. spectator quarks) genannt.
Dieser Prozess wird durch ein {\displaystyle W^{-}}-Boson vermittelt, wobei das negativ geladene Down-Quark in ein positiv geladenes Up-Quark umgewandelt wird – die negative Ladung wird durch ein {\displaystyle W^{-}}-Boson „weggetragen“. {\displaystyle d^{-1/3}} und {\displaystyle u^{+2/3}} müssen also Quarks sein, deren Ladungsdifferenz gerade {\displaystyle -e} ist.
Weitere Beispiele von semileptonischen Prozessen sind:
{\displaystyle \pi ^{-}\equiv d+{\bar {u}}\to \mu ^{-}+{\bar {\nu }}_{\mu }}
{\displaystyle K^{-}\equiv s+{\bar {u}}\to \mu ^{-}+{\bar {\nu }}_{\mu }}

#### Hadronischer Prozess

Kaon-Zerfall

Bei einem elementaren geladenen hadronischen (bzw. nichtleptonischen) Prozess sind nur Quarks bzw. Antiquarks beteiligt:
{\displaystyle q_{1}+{\bar {q}}_{2}\rightarrow q_{3}+{\bar {q}}_{4}}
Der Kaon-Zerfall ist ein gutes Beispiel für einen hadronischen Prozess
Quarkdarstellung: {\displaystyle {\bar {s}}^{+{\frac {1}{3}}}\rightarrow u^{+{\frac {2}{3}}}+{\bar {u}}^{-{\frac {2}{3}}}+{\bar {d}}^{+{\frac {1}{3}}}}
Hadronendarstellung: {\displaystyle K^{+}\rightarrow \pi ^{+}+\pi ^{0}}
Wobei die beteiligten Teilchen folgendermaßen aufgebaut sind: {\displaystyle K^{+}=u{\bar {s}}} und {\displaystyle \pi ^{+}=u{\bar {d}}} sowie {\displaystyle \pi ^{0}=u{\bar {u}}}. Bei diesem Prozess ist das Up-Quark des Kaons wieder ein unbeteiligter Zuschauer. Die positive Ladung des Strange-Antiquarks wird durch ein {\displaystyle W^{+}}-Boson weggetragen. Durch diesen Austausch ändert das Quark seinen Flavour zu einem Anti-Up-Quark.
Weitere Beispiele von hadronischen Prozessen sind zwei Zerfallskanäle des Λ-Baryons:
{\displaystyle \Lambda ^{0}\equiv (u,d,s)\to (u,d,u)+({\bar {u}},d)\equiv p+\pi ^{-}}
{\displaystyle \Lambda ^{0}\equiv (u,d,s)\to (u,d,d)+({\bar {u}},u)\equiv n+\pi ^{0}}

## Teilchenumwandlungen

### Geladene Ströme
Bei geladenen Strömen der schwachen Wechselwirkung können sich nur Teilchen aus demselben Dublett (dargestellt als große Klammer) ineinander umwandeln:
- Leptonen-Dubletts:{\displaystyle {\begin{pmatrix}\nu _{e}\\e^{-}\end{pmatrix}}_{L}\ ,\quad {\begin{pmatrix}\nu _{\mu }\\\mu ^{-}\end{pmatrix}}_{L}\ ,\quad {\begin{pmatrix}\nu _{\tau }\\\tau ^{-}\end{pmatrix}}_{L}}

- Quark-Dubletts:{\displaystyle {\begin{pmatrix}u^{\frac {2}{3}}\\(d^{\prime })^{-{\frac {1}{3}}}\end{pmatrix}}_{L}\ ,\quad {\begin{pmatrix}c^{\frac {2}{3}}\\(s^{\prime })^{-{\frac {1}{3}}}\end{pmatrix}}_{L}\ ,\quad {\begin{pmatrix}t^{\frac {2}{3}}\\(b^{\prime })^{-{\frac {1}{3}}}\end{pmatrix}}_{L}}

Es handelt sich nur um linkshändige Fermionen. Diese besitzen einen schwachen Isospin {\displaystyle T=1/2}, wobei seine dritte Komponente für die oberen Teilchen jedes Dubletts jeweils {\displaystyle T_{3}=+1/2} und für die unteren jeweils {\displaystyle T_{3}=-1/2} ist.
Die schwache Hyperladung {\displaystyle Y_{W}=2(Q-T_{3})}, also die doppelte Differenz aus elektrischer Ladung und dritter Komponente des schwachen Isospins, ist innerhalb eines Dubletts konstant. Sie beträgt:
- für die Leptonendubletts {\displaystyle Y_{W}=-1}
- für die Quarkdubletts    {\displaystyle Y_{W}=1/3}.

Rechtshändige Fermionen koppeln nicht an W-Bosonen und tragen deshalb keinen schwachen Isospin.
Weiterhin stellt man fest, dass Neutrinos in der Natur nur linkshändig vorkommen (Goldhaber-Experiment). Somit werden rechtshändige Fermionen als Singuletts {\displaystyle T=T_{3}=0} beschrieben.
Da die geladenen Ströme ausschließlich an die linkshändigen Dubletts koppeln, tritt bei diesen Vorgängen eine maximale Verletzung der Parität auf. Experimentell wurde dies im Wu-Experiment untersucht und durch die V-A-Theorie erklärt.

#### Quarks

Masse-Ladung-Diagramm der Quarks und ihre Zerfallsmöglichkeiten unter schwacher Wechselwirkung (Je feiner gestrichelt die Pfeile, desto unwahrscheinlicher der Prozess.)

Bei den Quarks sind die Dubletts (u, d'), (c, s'), (t, b') Eigenzustände der schwachen Wechselwirkung und nicht (u,d), (c,s), (t,b). Die Zustände der gestrichenen Teilchen sind jeweils eine Linearkombination von drei Zuständen, d. h. die gestrichenen Quarkzustände {\displaystyle d^{\prime },s^{\prime },b^{\prime }} sind gegenüber den Quarkzuständen {\displaystyle d,s,b} wie folgt rotiert:
{\displaystyle {\begin{pmatrix}|d^{\prime }\rangle \\|s^{\prime }\rangle \\|b^{\prime }\rangle \end{pmatrix}}=\mathbf {V} {\begin{pmatrix}|d\rangle \\|s\rangle \\|b\rangle \end{pmatrix}}}
mit der CKM-Matrix {\displaystyle |\mathbf {V} |\approx {\begin{pmatrix}0{,}9743&0{,}2250&0{,}0037\\0{,}2249&0{,}9737&0{,}0418\\0{,}0086&0{,}0411&0{,}9991\end{pmatrix}}}.
Diese unitäre Matrix hat vier unabhängige Parameter. Die Quadrate der Elemente der Matrix {\displaystyle |\mathbf {V} |} sind proportional zu den Übergangswahrscheinlichkeiten zwischen den Quarks:
| {\displaystyle \|V_{ij}\|^{2}} | d       | s      | b       |
| ------------------------------ | ------- | ------ | ------- |
| u                              | 0,9492  | 0,0508 | 0,00001 |
| c                              | 0,0507  | 0,9476 | 0,0017  |
| t                              | 0,00007 | 0,0016 | 0,9983  |
Die Übergänge innerhalb derselben Quarkfamilie (u,d), (c,s), (t,b) finden am häufigsten statt, da die Diagonalelemente (fett markiert) die größten Übergangswahrscheinlichkeiten anzeigen. Mit geringerer Wahrscheinlichkeit besteht auch die Möglichkeit, dass sich die Generation des Teilchens ändert (Nicht-Diagonalelemente). Dieses Verhalten wird dadurch verursacht, dass die Masseneigenzustände nicht mit den Wechselwirkungseigenzuständen übereinstimmen.

### Neutrale Ströme
Der Zerfall von Quarks oder Leptonen durch neutrale Ströme, also z. B. die Übergänge c → u oder s → d oder μ → e wurden bisher nicht beobachtet. Mit dem Mu3e-Experiment soll nach einem solchen Übergang gesucht werden.

## Neutrinooszillationen
Die Neutrino-Eigenzustände der schwachen Wechselwirkung {\displaystyle |\nu _{e}\rangle }, {\displaystyle |\nu _{\mu }\rangle }, {\displaystyle |\nu _{\tau }\rangle } (Flavour-Zustände sind Eigenzustände des schwach wechselwirkenden Teils des Hamilton-Operators) sind nicht identisch mit den Eigenzuständen {\displaystyle |\nu _{1}\rangle }, {\displaystyle |\nu _{2}\rangle }, {\displaystyle |\nu _{3}\rangle } des Massenoperators (Eigenzustände des kinematischen Teils des Hamilton-Operators).
{\displaystyle {\begin{pmatrix}|\nu _{e}\rangle \\|\nu _{\mu }\rangle \\|\nu _{\tau }\rangle \end{pmatrix}}=\mathbf {U} {\begin{pmatrix}|\nu _{1}\rangle \\|\nu _{2}\rangle \\|\nu _{3}\rangle \end{pmatrix}}}
mit der Pontecorvo-Maki-Nakagawa-Sakata (PMNS)-Matrix {\displaystyle \mathbf {U} }, die sich hier analog zur CKM-Matrix einführen lässt. Ihre aktuellen Werte liegen bei:
{\displaystyle \mathbf {U} \approx {\begin{pmatrix}0{,}82&0{,}55&-0{,}15+0{,}045\,\mathrm {i} \\-0{,}35+0{,}023\,\mathrm {i} &0{,}70+0{,}015\,\mathrm {i} &0{,}62\\0{,}45+0{,}028\,\mathrm {i} &-0{,}46+0{,}019\,\mathrm {i} &0{,}77\end{pmatrix}}}
{\displaystyle |\mathbf {U} |^{2}={\begin{pmatrix}0{,}68&0{,}30&0{,}024\\0{,}13&0{,}49&0{,}38\\0{,}20&0{,}21&0{,}59\end{pmatrix}}}
Die Matrix hat große Werte auch außerhalb der Diagonalen. Dies unterscheidet sie von der CKM-Matrix und führt zu einer starken Mischung der Neutrinofamilien mit der Zeit.
{\displaystyle {\begin{pmatrix}|\nu _{e}(t)\rangle \\|\nu _{\mu }(t)\rangle \\|\nu _{\tau }(t)\rangle \end{pmatrix}}=\mathbf {U} {\begin{pmatrix}\exp(-iE_{\nu _{1}}t/\hbar )\,|\nu _{1}\rangle \\\exp(-iE_{\nu _{2}}t/\hbar )\,|\nu _{2}\rangle \\\exp(-iE_{\nu _{3}}t/\hbar )\,|\nu _{3}\rangle \end{pmatrix}}\quad {\text{mit}}\quad E_{\nu _{i}}=c\,{\sqrt {p^{2}+(m_{\nu _{i}}c)^{2}}}}
Wurde ein Neutrino ursprünglich mit einem bestimmten dieser drei Flavours erzeugt, so kann eine spätere Quantenmessung einen anderen Flavour ergeben (Erhaltung der Leptonenfamilienzahlen ist verletzt). Da die Wahrscheinlichkeiten für jeden Flavour sich periodisch mit der Ausbreitung des Neutrinos ändern, spricht man von Neutrinooszillationen.
Beim Zerfall eines (linkshändigen) Leptons durch die schwache Wechselwirkung ändert sich während der Wechselwirkung nicht der Flavour (Erhaltung der Leptonenfamilienzahl in jedem Wechselwirkungsvertex). Jedoch können sich entstehende Neutrinos in der weiteren Zeitevolution ineinander umwandeln, wodurch sich der Flavour ändert und somit die Leptonenfamilienzahl-Erhaltung verletzt ist. Die Leptonenzahl ist jedoch bei dieser Oszillation stets erhalten.
Hätten die Neutrinos keine Masse, dann wäre jeder Flavourzustand auch ein Eigenzustand des Massenoperators. Folglich könnte man keine Flavour-Oszillationen beobachten.

## Lagrange-Dichte
Im Folgenden werden für die Lagrange-Dichte {\displaystyle {\mathcal {L}}} der schwachen Wechselwirkung die Wechselwirkungsanteile zwischen Fermionen und Eichbosonen analysiert.
Um die Beschreibung der schwachen Wechselwirkung besser einordnen zu können, wird zunächst die elektromagnetische Wechselwirkung beschrieben. Alle im Folgenden mit griechischen Indizes versehenen Größen stellen Vierervektoren dar.

### Elektromagnetische Wechselwirkung
In der Quantenelektrodynamik ist die Wechselwirkungsenergie die Kopplung von (Vierer-)Strömen geladener Teilchen {\displaystyle J_{\mu }^{em}} an Photonen, dargestellt durch das elektromagnetische (Vierer-)Potential {\displaystyle A^{\mu }}:
{\displaystyle {\mathcal {L}}_{em}=e\,J_{\mu }^{em}\,A^{\mu }}
mit der Elementarladung {\displaystyle e} als Kopplungskonstante.
Die Stromdichte ist gegeben durch
{\displaystyle J_{\mu }^{em}=\sum _{u}Q\,{\overline {u}}(p_{f})\,\gamma _{\mu }\,u(p_{i})}
mit
- der Ladungsquantenzahl {\displaystyle Q} (die elektrische Ladung der Teilchen in Einheiten der Elementarladung)
- dem Feld {\displaystyle u(p_{i})} des einlaufenden Fermions (bzw. auslaufenden Antifermions) mit (Vierer-)Impuls {\displaystyle p_{i}}
- dem Feld {\displaystyle {\overline {u}}(p_{f})} des auslaufenden Fermions (bzw. des einlaufenden Antifermions) mit (Vierer-)Impuls {\displaystyle p_{f}}
- den Dirac-Matrizen {\displaystyle \gamma _{\mu }}.

Die Spinoren {\displaystyle u(p_{i})} und {\displaystyle {\overline {u}}(p_{f})} beschreiben in einem Feynman-Diagramm die äußeren durchgezogenen Linien.

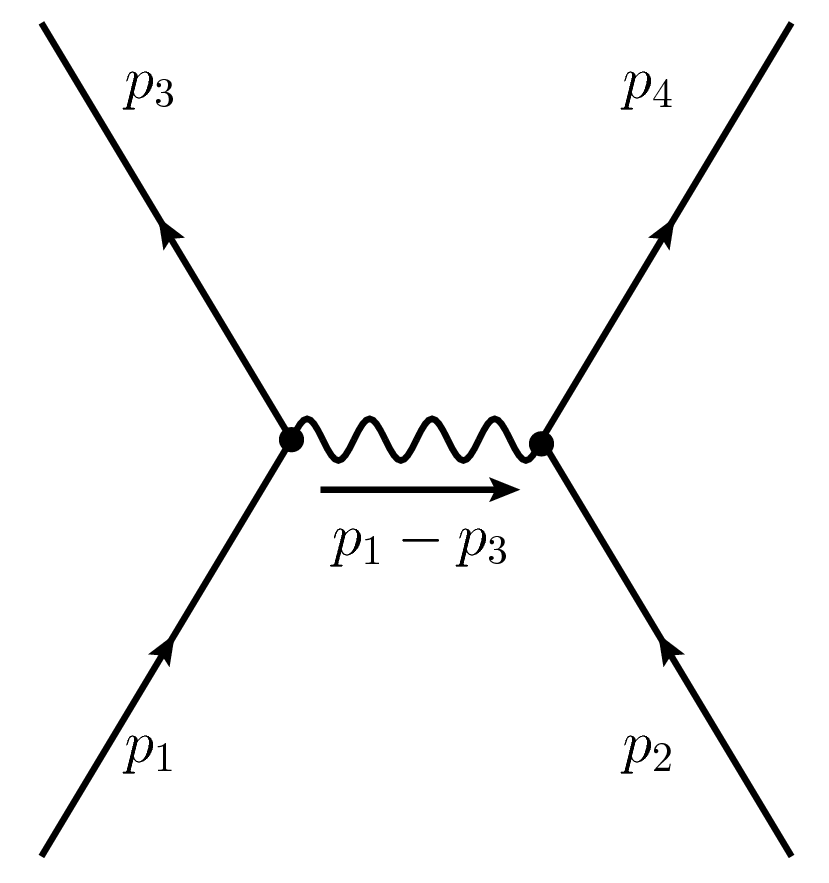
Elektron-Elektron-Streuung mit,,,

Die Streuung zweier geladener Teilchen wird in der Bornschen Näherung (niedrigste Ordnung Störungstheorie) durch das nebenstehende Feynman-Diagramm beschreiben. Die dazugehörige Streuamplitude ist
{\displaystyle {\begin{aligned}T_{fi}&={\bar {u}}(p_{f})\left[-\mathrm {i} Qe\gamma ^{\mu }\right]u(p_{i})\left[-\mathrm {i} {\frac {\eta _{\mu \nu }}{q^{2}}}\right]{\bar {u}}(k_{f})\left[-\mathrm {i} Qe\gamma ^{\nu }\right]u(k_{i})\\&=\underbrace {Q{\bar {u}}(p_{f})\gamma ^{\mu }u(p_{i})} _{j^{\mu }}\left[{\frac {e^{2}}{q^{2}}}\right]\underbrace {Q{\bar {u}}(k_{f})\gamma _{\mu }u(k_{i})} _{j_{\mu }}\end{aligned}}}
An jeden Vertex der Ladung {\displaystyle Qe} muss ein Faktor {\displaystyle -\mathrm {i} Qe\gamma ^{\mu }} multipliziert werden; darin ist {\displaystyle i} die imaginäre Einheit.
Am Vertex gilt wegen der Energie-Impuls-Erhaltung für den Vierervektor des Photons:
{\displaystyle {\begin{aligned}q^{\mu }&=(p_{f}-p_{i})^{\mu }\\&=(k_{i}-k_{f})^{\mu }\end{aligned}}}
mit dem (Vierer-)Impulsübertrag {\displaystyle q}.
Innere Linien des Feynman-Diagramms sind die Propagatoren, hier der Photonenpropagator {\displaystyle -\mathrm {i} {\frac {\eta _{\mu \nu }}{q^{2}}}}, darin ist {\displaystyle \eta _{\mu \nu }} der metrische Tensor der speziellen Relativitätstheorie.

### Schwache Wechselwirkung
Bei der schwachen Wechselwirkung beschreiben {\displaystyle {\mathcal {L}}_{NC}} (neutral current) und {\displaystyle {\mathcal {L}}_{CC}} (charged current) die Summanden der Lagrange-Dichte, die die Wechselwirkung zwischen Fermionen und den Eichbosonen enthalten.

#### Geladene Ströme
Die schwachen geladenen Ströme werden durch folgenden Wechselwirkungsanteil beschrieben:
{\displaystyle {\mathcal {L}}_{CC}=-{\frac {g}{\sqrt {2}}}\left[\left(J_{d'u}^{\mu }\right)_{L}^{+}+\left(J_{e\nu }^{\mu }\right)_{L}^{+}\right]W_{\mu }^{+}-{\frac {g}{\sqrt {2}}}\left[\left(J_{ud'}^{\mu }\right)_{L}^{-}+\left(J_{\nu e}^{\mu }\right)_{L}^{-}\right]W_{\mu }^{-}}
Die {\displaystyle W^{\pm }}-Bosonen koppeln mit derselben Kopplungskonstante {\displaystyle g/{\sqrt {2}}} an alle linkshändigen Leptonen und Quarks.
Bei der Beschreibung der einzelnen Ströme tritt jeweils der Chiralitätsoperator {\displaystyle \gamma ^{5}} auf (dieser transformiert einen polaren in einen axialen Vektor). Bei massiven Teilchen wandelt dieser Teilchenspinoren positiver Helizität in Antiteilchenspinoren negativer Helizität um und umgekehrt ({\displaystyle \gamma ^{5}\gamma ^{\mu }=-\gamma ^{\mu }\gamma ^{5}}). Daraus lässt sich der Linkshändigkeitsoperator konstruieren:
{\displaystyle L={\frac {1-\gamma ^{5}}{2}}}
Dieser Operator auf einen Spinor {\displaystyle u=u_{R}+u_{L}} angewandt, projiziert auf den linkshändigen Anteil:
{\displaystyle u_{L}=Lu}
Wegen des Auftretens dieses Operators ist die schwache Wechselwirkung eine chirale Theorie. Der linkshändige Strom
{\displaystyle J_{L}^{\mu }={\overline {u}}\gamma ^{\mu }{\frac {1-\gamma ^{5}}{2}}u={\frac {1}{2}}\left({\overline {u}}\gamma ^{\mu }u-{\overline {u}}\gamma ^{\mu }\gamma ^{5}u\right)={\frac {1}{2}}\left(J_{V}^{\mu }-J_{A}^{\mu }\right)}
ist die (halbe) Differenz aus Vektorstrom {\displaystyle J_{V}^{\mu }} und Axialvektorstrom {\displaystyle J_{A}^{\mu }}, deswegen V minus A (siehe: V-A-Theorie).
Schwache geladene linkshändige Quarkströme mit {\displaystyle u_{i}=\{u,c,t\}},
{\displaystyle d_{i}=\{d,s,b\}}, {\displaystyle d_{i}^{\prime }=\{d^{\prime },s^{\prime },b^{\prime }\}},
{\displaystyle V_{ij}^{\mathrm {CKM} }} ist die CKM-Mischungsmatrix:
{\displaystyle {\begin{aligned}\left(J_{d'u}^{\mu }\right)_{L}^{+}&={\overline {d}}_{i,L}^{\prime }\gamma ^{\mu }u_{i,L}={\overline {d}}_{i}\gamma ^{\mu }{\frac {1-\gamma ^{5}}{2}}V_{ij}^{\mathrm {CKM} }u_{j}\\\left(J_{ud'}^{\mu }\right)_{L}^{-}&={\overline {u}}_{i,L}\gamma ^{\mu }d_{i,L}^{\prime }={\overline {u}}_{i}\gamma ^{\mu }{\frac {1-\gamma ^{5}}{2}}V_{ij}^{\mathrm {CKM} }d_{j}\end{aligned}}}
Schwache geladene linkshändige Leptonenströme mit {\displaystyle e_{i}=\{e,\mu ,\tau \}},
{\displaystyle \nu _{i}=\{\nu _{e},\nu _{\mu },\nu _{\tau }\}}:
{\displaystyle {\begin{aligned}\left(J_{e\nu }^{\mu }\right)_{L}^{+}&={\overline {\nu }}_{i,L}\gamma ^{\mu }e_{i,L}={\overline {\nu }}_{i}\gamma ^{\mu }{\frac {1-\gamma ^{5}}{2}}e_{i}\\\left(J_{\nu e}^{\mu }\right)_{L}^{-}&={\overline {e}}_{i,L}\gamma ^{\mu }\nu _{i,L}={\overline {e}}_{i}\gamma ^{\mu }{\frac {1-\gamma ^{5}}{2}}\nu _{i}\end{aligned}}}
An einen {\displaystyle W} Vertex muss folgender Faktor multipliziert werden:
{\displaystyle -\mathrm {i} {\frac {g}{\sqrt {2}}}\gamma ^{\mu }{\frac {1-\gamma ^{5}}{2}}}
Der Propagator für massive (Masse {\displaystyle M}) Spin-1-Teilchen, wie es die W- und Z-Bosonen sind, lautet:
{\displaystyle -\mathrm {i} {\frac {\eta _{\mu \nu }-q_{\mu }q_{\nu }/M^{2}}{q^{2}-M^{2}}}\approx \mathrm {i} {\frac {\eta _{\mu \nu }}{M^{2}}}}
Da für die meisten Fälle {\displaystyle q^{2}\ll M^{2}} gilt, kann der Propagator genähert werden. Im Gegensatz zum Photonenpropagator {\displaystyle -{\tfrac {\mathrm {i} \eta _{\mu \nu }}{q^{2}}}} ist der Propagator {\displaystyle {\tfrac {\mathrm {i} \eta _{\mu \nu }}{M^{2}}}} für kleine Impulsüberträge konstant.
Bei kleinen {\displaystyle q^{2}}-Werten ist die schwache Wechselwirkung viel schwächer als die elektromagnetische. Dies liegt nicht an der Kopplungskonstante der schwachen Wechselwirkung, denn die Kopplungsstärke {\displaystyle g} liegt in derselben Größenordnung wie die elektrische Ladung {\displaystyle e}. Der Grund für die Schwäche der Wechselwirkung liegt in der Gestalt des Propagators der Austauschteilchen, da die riesige Bosonenmasse im Nenner steht und somit den Wechselwirkungsterm herabsetzt.
Die durch ein W-Boson vermittelte Streuung zweier Leptonen, hat eine Streuamplitude (in niedrigster Ordnung) von:
{\displaystyle T_{fi}={\bar {u}}(p_{f})\left[-\mathrm {i} {\frac {g}{\sqrt {2}}}\gamma ^{\mu }{\frac {1-\gamma ^{5}}{2}}\right]u(p_{i})\left[-\mathrm {i} {\frac {\eta _{\mu \nu }-q_{\mu }q_{\nu }/M_{W}^{2}}{q^{2}-M_{W}^{2}}}\right]{\bar {u}}(k_{f})\left[-\mathrm {i} {\frac {g}{\sqrt {2}}}\gamma ^{\nu }{\frac {1-\gamma ^{5}}{2}}\right]u(k_{i})}
In der genäherten Form
{\displaystyle {\begin{aligned}T_{fi}&\approx -\mathrm {i} \underbrace {{\bar {u}}(p_{f})\left[\gamma ^{\mu }{\frac {1-\gamma ^{5}}{2}}\right]u(p_{i})} _{(j_{L})^{\mu }}\underbrace {\left[{\frac {g^{2}}{2M_{W}^{2}}}\right]} _{4G_{F}/{\sqrt {2}}}\underbrace {{\bar {u}}(k_{f})\left[\gamma _{\mu }{\frac {1-\gamma ^{5}}{2}}\right]u(k_{i})} _{(j_{L})_{\mu }}\end{aligned}}}
wird die Streuamplitude durch die Kopplung zweier linkshändiger Ströme mittels einer Kopplungskonstanten beschrieben. Dies wurde von Enrico Fermi durch die Fermi-Wechselwirkung, und zwar als Wechselwirkung von vier beteiligten Teilchen an einem Raumzeitpunkt, beschrieben. Die Fermi-Konstante hat den Wert {\displaystyle {\frac {G_{\text{F}}}{(\hbar c)^{3}}}=1{,}1663787(6)\cdot 10^{-5}\,\mathrm {GeV} ^{-2}}.

#### Neutrale Ströme
Die schwachen neutralen Ströme werden durch den folgenden Wechselwirkungsanteil beschrieben:
{\displaystyle {\begin{aligned}{\mathcal {L}}_{NC}&={\frac {g}{\cos \theta _{W}}}J_{\mu }^{NC}Z^{\mu }\\&={\frac {g}{\cos \theta _{W}}}\left(J_{\mu }^{3}-\sin ^{2}\theta _{W}J_{\mu }^{em}\right)Z^{\mu }\end{aligned}}}
Erläuterung:
Die {\displaystyle Z}-Bosonen koppeln mit der Kopplungskonstante {\displaystyle g/\cos \theta _{W}} an den neutralen Strom {\displaystyle J_{\mu }^{NC}=J_{\mu }^{3}-\sin ^{2}\theta _{W}J_{\mu }^{em}}. Dieser setzt sich zusammen aus einem Isospin-Strom {\displaystyle J_{\mu }^{3}} und dem elektromagnetischen Strom {\displaystyle J_{\mu }^{em}}.
- Der Isospin-Strom berechnet sich über:

{\displaystyle J_{\mu }^{3}=\sum _{f}I_{f}^{3}{\overline {f}}\gamma _{\mu }\left({\frac {1-\gamma ^{5}}{2}}\right)f}
mit
- der Spinor-Wellenfunktion {\displaystyle f} des Fermions
- der dritten Komponente {\displaystyle I_{f}^{3}} des schwachen Isospins, die wie folgt berechnet wird:

{\displaystyle I_{f}^{3}=+{\frac {1}{2}}}   für {\displaystyle \{u_{i}\}} und {\displaystyle \{\nu _{i}\}}
{\displaystyle I_{f}^{3}=-{\frac {1}{2}}}   für {\displaystyle \{d_{i}\}} und {\displaystyle \{e_{i}\}}
Wegen des Linkshändigkeits-Operators {\displaystyle {\tfrac {1-\gamma ^{5}}{2}}} koppelt das {\displaystyle Z}-Boson über den Isospin-Strom also nur an die linkshändigen Anteile von Fermionen.
- Der elektromagnetische Strom berechnet sich gemäß

{\displaystyle J_{\mu }^{em}=\sum _{f}q_{f}{\overline {f}}\gamma _{\mu }f}
mit der elektrischen Ladung {\displaystyle q_{f}} des beteiligten Fermions.
Bei der Berechnung von Streuquerschnitten mit Hilfe von Feynman-Diagrammen muss für jeden {\displaystyle Z}-Vertex der Faktor {\displaystyle -{\frac {\mathrm {i} g}{\cos \theta _{W}}}\gamma ^{\mu }} mit einem weiteren Faktor multipliziert werden, der von der beteiligten Teilchenart abhängt. Er lautet
- {\displaystyle +{\frac {1}{2}}\left({\frac {1-\gamma ^{5}}{2}}\right)\pm \,0\,\sin ^{2}\theta _{W}}   für ungeladene Leptonen (Neutrinos) mit der Ladung {\displaystyle \pm 0\;e}, d. h. für {\displaystyle \{\nu _{i}\}}
- {\displaystyle -{\frac {1}{2}}\left({\frac {1-\gamma ^{5}}{2}}\right)+\,1\,\sin ^{2}\theta _{W}}   für geladene Leptonen (Elektron, Myon, Tauon) mit der Ladung {\displaystyle -1\;e}, d. h. für {\displaystyle \{e_{i}\}}
- {\displaystyle +{\frac {1}{2}}\left({\frac {1-\gamma ^{5}}{2}}\right)-{\frac {2}{3}}\sin ^{2}\theta _{W}}   für Quarks mit Ladung {\displaystyle +{\frac {2}{3}}\;e}, d. h. für {\displaystyle \{u_{i}\}}
- {\displaystyle -{\frac {1}{2}}\left({\frac {1-\gamma ^{5}}{2}}\right)+{\frac {1}{3}}\sin ^{2}\theta _{W}}   für Quarks mit Ladung {\displaystyle -{\frac {1}{3}}\;e}, d. h. für {\displaystyle \{d_{i}^{\prime }\}} .

Bei den letzten drei Faktoren treten Summanden ohne den Linkshändigkeits-Operator auf. Diese Z-Kopplungen wirken damit sowohl auf links- und rechtshändige Anteile der beteiligten Fermionen.
Bei den Neutrinos {\displaystyle \{\nu _{i}\}} koppeln also nur die linkshändigen Anteile an das Z-Boson. Dagegen koppeln bei den geladenen Fermionen {\displaystyle \{u_{i}\}}, {\displaystyle \{d_{i}\}} und {\displaystyle \{e_{i}\}} sowohl links- als auch rechtshändige Anteile an das Z-Boson. Bei der Streuung geladener Fermionen kann somit neben der Wechselwirkung über ein elektromagnetisches Feld auch eine Wechselwirkung über das Feld des ungeladenen Z-Bosons stattfinden. Sind die beteiligten Teilchenenergien allerdings klein im Vergleich zur Ruheenergie des Z-Bosons, so überwiegt bei Streuprozessen die elektromagnetische Wechselwirkung.

### Kombination der elektromagnetischen und neutralen Ströme
In der elektroschwachen Theorie lassen sich elektromagnetische und schwache neutrale Ströme kombinieren. Statt elektromagnetische Ströme an Photonen und schwache neutrale Ströme an Z-Bosonen
{\displaystyle {\mathcal {L}}_{em,NC}=eJ_{\mu }^{em}A^{\mu }+{\frac {g}{\cos \theta _{W}}}\left(J_{\mu }^{3}-\sin ^{2}\theta _{W}J_{\mu }^{em}\right)Z^{\mu }}
koppeln nun Isospin-Ströme an {\displaystyle W_{3}}- und Hyperladungs-Ströme an B0-Bosonen:
{\displaystyle {\mathcal {L}}_{ew,n}=gJ_{\mu }^{3}W_{3}+{\frac {1}{2}}g^{\prime }J_{\mu }^{Y}B_{0}}
Wobei ein Hyperladungsstrom basierend auf der Hyperladung eines Fermions {\displaystyle Y_{f}=2(q_{f}-I_{f}^{3})} eingeführt wurde:
{\displaystyle J_{\mu }^{Y}=2\left(J_{\mu }^{em}-J_{\mu }^{3}\right)=\sum _{f}Y_{f}{\overline {f}}\gamma _{\mu }f}
Der Zusammenhang der Eichbosonen ist gegeben über den Weinbergwinkel {\displaystyle \theta _{W}}:
{\displaystyle \gamma =B^{0}\cos \theta _{W}+W^{0}\sin \theta _{W}} (wobei {\displaystyle \gamma } das Photon ist)
und
{\displaystyle Z^{0}=-B^{0}\sin \theta _{W}+W^{0}\cos \theta _{W}}
sowie
{\displaystyle W^{\pm }=-(W^{1}\pm iW^{2})/{\sqrt {2}}}
und der Zusammenhang der beiden schwachen Eichkopplungsparameter mit der dimensionslosen Elementarladung über:
{\displaystyle e=g\,\sin \theta _{W}=g^{\prime }\,\cos \theta _{W}}.

## Geschichte
Die schwache Wechselwirkung wurde zuerst beim Betazerfall entdeckt (siehe Betazerfall → Forschungsgeschichte). Die Entdeckung, dass der Betazerfall ein kontinuierliches Spektrum zeigte und scheinbar die Energieerhaltung verletzte, führte Wolfgang Pauli 1930 zur Postulierung des Neutrinos als drittem Zerfallspartner. Darauf aufbauend formulierte, nachdem 1932 auch noch das Neutron entdeckt worden war, Enrico Fermi 1934 eine erste Theorie des Betazerfalls. Sie hatte einen ähnlichen Aufbau wie die Quantenelektrodynamik (QED), aber die Form einer Stromkopplung mit verschwindender Reichweite und mit einer dimensionsbehafteten Kopplungskonstante. Sie war im Gegensatz zur QED nicht renormierbar. Weitere Fortschritte in den 1930er Jahren waren die Auswahlregeln von George Gamow und Edward Teller (Gamow-Teller-Übergänge, 1936) und die Entdeckung der Rolle der schwachen Wechselwirkung bei der Nukleosynthese in Sternen durch Gamow und Hans Bethe (1938) und bei der Bildung von Neutronensternen in Supernovae (Robert Oppenheimer, Lew Landau). Außerdem wurden bis in die 1950er Jahre neue schwache Prozesse entdeckt wie die Zerfälle von Myonen, Pionen, Kaonen und Hyperonen.
In den 1950er Jahren wurde die Paritätsverletzung der schwachen Wechselwirkung entdeckt (theoretisch vorgeschlagen von Tsung-Dao Lee, Chen Ning Yang 1956, experimentell entdeckt durch Chien-Shiung Wu 1957). Das wurde in der V−A-Theorie (V-minus-A-Theorie) der schwachen Wechselwirkung von Richard Feynman und Murray Gell-Mann einerseits und Robert Marshak und George Sudarshan andererseits 1958 eingebaut, ein wichtiger Schritt zur modernen Theorie der schwachen Wechselwirkung im Standardmodell. Dazu trugen Sheldon Lee Glashow, Abdus Salam und Steven Weinberg mit der Vereinigung von elektromagnetischer und schwacher Wechselwirkung Ende der 1960er Jahre bei (mit Einführung massiver Vektorbosonen, deren Austausch die punktförmige Wechselwirkung in der Fermi-Theorie ersetzte), sowie Makoto Kobayashi und Toshihide Maskawa mit dem Einbau der 1964 von James Cronin und Val Fitch entdeckten CP-Verletzung in die Theorie über ihre KM-Matrix bzw. CKM-Matrix (zusätzlich nach Nicola Cabibbo, der zur Beschreibung schwacher Zerfälle seltsamer Teilchen 1963 den Cabibbo-Winkel einführte).

## Einordnung
| Fundamentale Wechselwirkungen und ihre Beschreibungen (Theorien in frühem Stadium der Entwicklung sind grau hinterlegt.) |                                       |                                                 |                                   |                         |                                |
| | Starke Wechselwirkung                 | Elektromagnetische Wechselwirkung               | Elektromagnetische Wechselwirkung | Schwache Wechselwirkung | Gravitation                    |
| klassisch |                                       | Elektrostatik                                   | Magnetostatik                     |                         | Newtonsches Gravitationsgesetz |
| klassisch | Elektrodynamik                        | Elektrodynamik                                  | Allgemeine Relativitätstheorie    |                         |                                |
| quanten- theoretisch | Quantenchromodynamik (Standardmodell) | Quantenelektrodynamik                           | Quantenelektrodynamik             | Fermi-Theorie           | Quantengravitation (?)         |
| quanten- theoretisch | Quantenchromodynamik (Standardmodell) | Elektroschwache Wechselwirkung (Standardmodell) |                                   |                         | Quantengravitation (?)         |
| quanten- theoretisch | Große vereinheitlichte Theorie (?)    |                                                 |                                   |                         | Quantengravitation (?)         |
| quanten- theoretisch | Weltformel („Theorie von Allem“) (?)  |                                                 |                                   |                         |                                |